# Skelettschrift
Skelettschrift (auch Linearschrift) ist ein Begriff aus der Typografie. Es ist eine im Schriftschnitt ganz mager gehaltene Schrift. Sie entstand um 900 v. Chr. im antiken Griechenland und erlebte ihre Blütezeit um das Jahr 300 v. Chr. Sie steht im Kontrast zu den späteren gerundeten Schriften wie die Antiqua der Römer und wird mit der Redisfeder geschrieben.
Eine weitere Bedeutung des Begriffs Skelettschrift bezieht sich auf die semitischen Schriften, wie zum Beispiel die hebräische Schrift und die arabische Schrift, die keine Vokale enthalten, sondern nur Konsonanten, von denen einige allerdings auch als Hilfsvokale dienen können.